# Promozione Calabria 1985-1986
Nella stagione 1985-1986 la Promozione era sesto livello del calcio italiano (il massimo livello regionale). Qui vi sono le statistiche relative al campionato in Calabria.
Il campionato è strutturato in vari gironi all'italiana su base regionale, gestiti dai Comitati Regionali di competenza. Promozioni alla categoria superiore e retrocessioni in quella inferiore non erano sempre omogenee; erano quantificate all'inizio del campionato dal Comitato Regionale secondo le direttive stabilite dalla Lega Nazionale Dilettanti, ma flessibili, in relazione al numero delle società retrocesse dal Campionato Interregionale e perciò, a seconda delle varie situazioni regionali, la fine del campionato poteva avere degli spareggi sia di promozione che di retrocessione.

## Squadre partecipanti
- A.C. Archi 1971, Archi di Reggio Calabria
- A.C. Bagnarese 1946, Bagnara Calabra (RC)
- Pol. Cassano, Cassano all'Ionio (CS)
- A.S. Chiaravalle 1960, Chiaravalle Centrale (CZ)
- A.S. Cirò Marina 1920, Cirò Marina (KR)
- A.S. Corigliano 1963 (1934), Associazione Sportiva Dilettantistica Corigliano, Corigliano Calabro (CS)
- A.S. Corigliano 1967, A.S.D. Corigliano Schiavonea 1967, Corigliano Calabro (CS)
- A.S. Deliese 1972, Delianuova (RC)
- A.C. Gioiese 1918, Gioia Tauro (RC)

- A.C. Locri 1909, Locri (RC)
- S.S. Roccella 1935, Roccella Ionica (RC)
- S.S. Rogliano 1948, Rogliano (CS)
- S.S. Silana 1947, San Giovanni in Fiore (CS)
- S.S. Trebisacce 1931, Trebisacce (CS)
- Villapiana, Villapiana (CS)
- A.S.D. Villese Calcio, Villa San Giovanni (RC)

## Classifica finale
|  | Pos. | Squadra               | Pt | G  | V  | N  | P  | GF | GS | DR  |
|  | ---- | --------------------- | -- | -- | -- | -- | -- | -- | -- | --- |
|  | 1.   | Corigliano Schiavonea | 41 | 30 | 16 | 9  | 5  | 37 | 20 | +17 |
|  | 2.   | Corigliano            | 40 | 30 | 16 | 8  | 6  | 41 | 18 | +23 |
|  | 3.   | Deliese               | 40 | 30 | 15 | 10 | 5  | 33 | 20 | +13 |
|  | 4.   | Villese               | 40 | 30 | 17 | 6  | 7  | 45 | 28 | +17 |
|  | 5.   | Bagnarese             | 36 | 30 | 13 | 10 | 7  | 39 | 26 | +13 |
|  | 6.   | Trebisacce            | 29 | 30 | 8  | 13 | 9  | 28 | 27 | +1  |
|  | 7.   | Archi                 | 28 | 30 | 10 | 8  | 12 | 25 | 38 | -13 |
|  | 8.   | Roccella              | 28 | 30 | 9  | 10 | 11 | 23 | 28 | -5  |
|  | 9.   | Rogliano              | 28 | 30 | 9  | 10 | 11 | 34 | 33 | +1  |
|  | 10.  | Villapiana            | 28 | 30 | 9  | 10 | 11 | 33 | 30 | +3  |
|  | 11.  | Cirò Marina (-1)      | 27 | 30 | 8  | 12 | 10 | 22 | 30 | -8  |
|  | 12.  | Silana                | 26 | 30 | 8  | 10 | 12 | 30 | 35 | -5  |
|  | 13.  | Chiaravalle           | 26 | 30 | 8  | 10 | 12 | 22 | 32 | -10 |
|  | 14.  | Locri                 | 25 | 30 | 9  | 7  | 14 | 23 | 38 | -15 |
|  | 15.  | Gioiese               | 23 | 30 | 8  | 7  | 15 | 27 | 34 | -7  |
|  | 16.  | Cassano               | 14 | 30 | 3  | 8  | 19 | 16 | 41 | -25 |

### Spareggi 2º posto
| Squadra       | P.ti | G | V | N | P | GF | GS | DR |
| ------------- | ---- | - | - | - | - | -- | -- | -- |
| 1. Corigliano | 3    | 2 | 1 | 1 | 0 | 2  | 1  | +1 |
| 2. Deliese    | 2    | 2 | 0 | 2 | 0 | 1  | 1  | 0  |
| 3. Villese    | 1    | 2 | 0 | 1 | 1 | 0  | 1  | -1 |

| Lamezia Terme 18 maggio 1986 | Deliese | 1 – 1 | Corigliano |  |

| Cosenza 25 maggio 1986 | Villese | 0 – 0 | Deliese |  |

| Catanzaro 1º giugno 1986 | Corigliano | 1 – 0 | Villese |  |